# 軍事行動
军事行动是指一个国家或非國家主體的軍事人員为应对某一局势而開展的活動。軍事行動可以分為戰鬥性质的軍事行動、以及非战斗性质的軍事行動。